# Hofmistr
Hofmistr (z německého Hofmeister, latinsky magister, či praefectus curiae) byl původně domácí učitel ve středověku, jenž byl odpovědný také za aktivity mimo výuku. Patřil k prvním dvorským úředníkům německých císařů a králů. Jeho úřední funkce sestávala nejprve ve vedení královského domácího rozpočtu a královské rodiny. Tito úředníci nacházeli uplatnění také u knížecích dvorů a nižších vladařů.